# Hradiště (district de Domažlice)
Pour les articles homonymes, voir Hradiště.
Hradiště (en allemand : Hradist, de 1939 à 1945 : Hradist) est une commune du district de Domažlice, dans la région de Plzeň, en République tchèque. Sa population s'élevait à 171 habitants en 2017.

## Géographie
Hradiště se trouve à 10 km à l'est-nord-est de Domažlice, à 39 km au sud-ouest de Plzeň et à 121 km au sud-ouest de Prague.
La commune est limitée par Blížejov au nord, par Kanice à l'est, par Úboč et Němčice au sud, et par Zahořany à l'ouest.

## Histoire
La première mention écrite de la localité date de 1379.

## Galerie

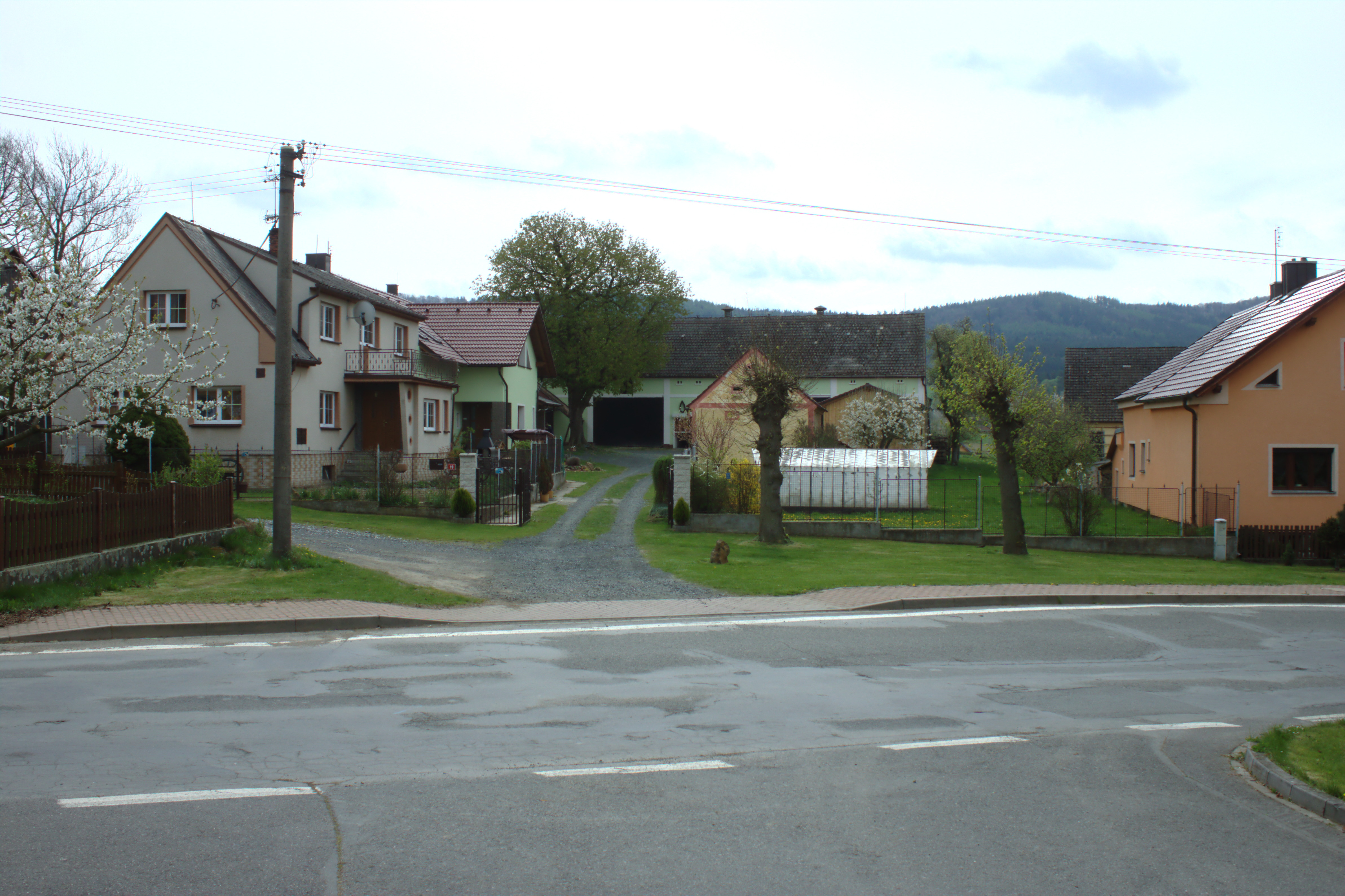
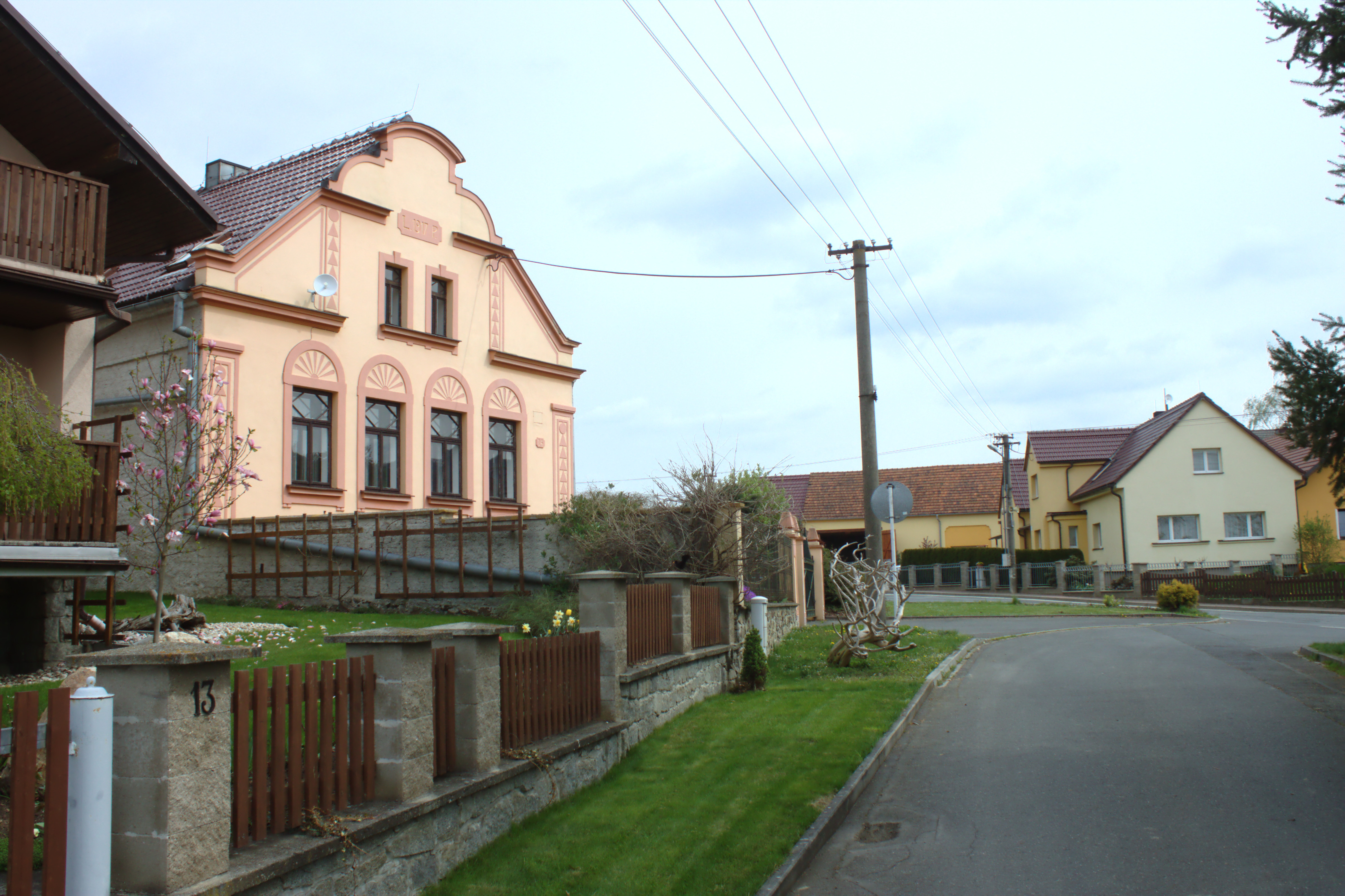
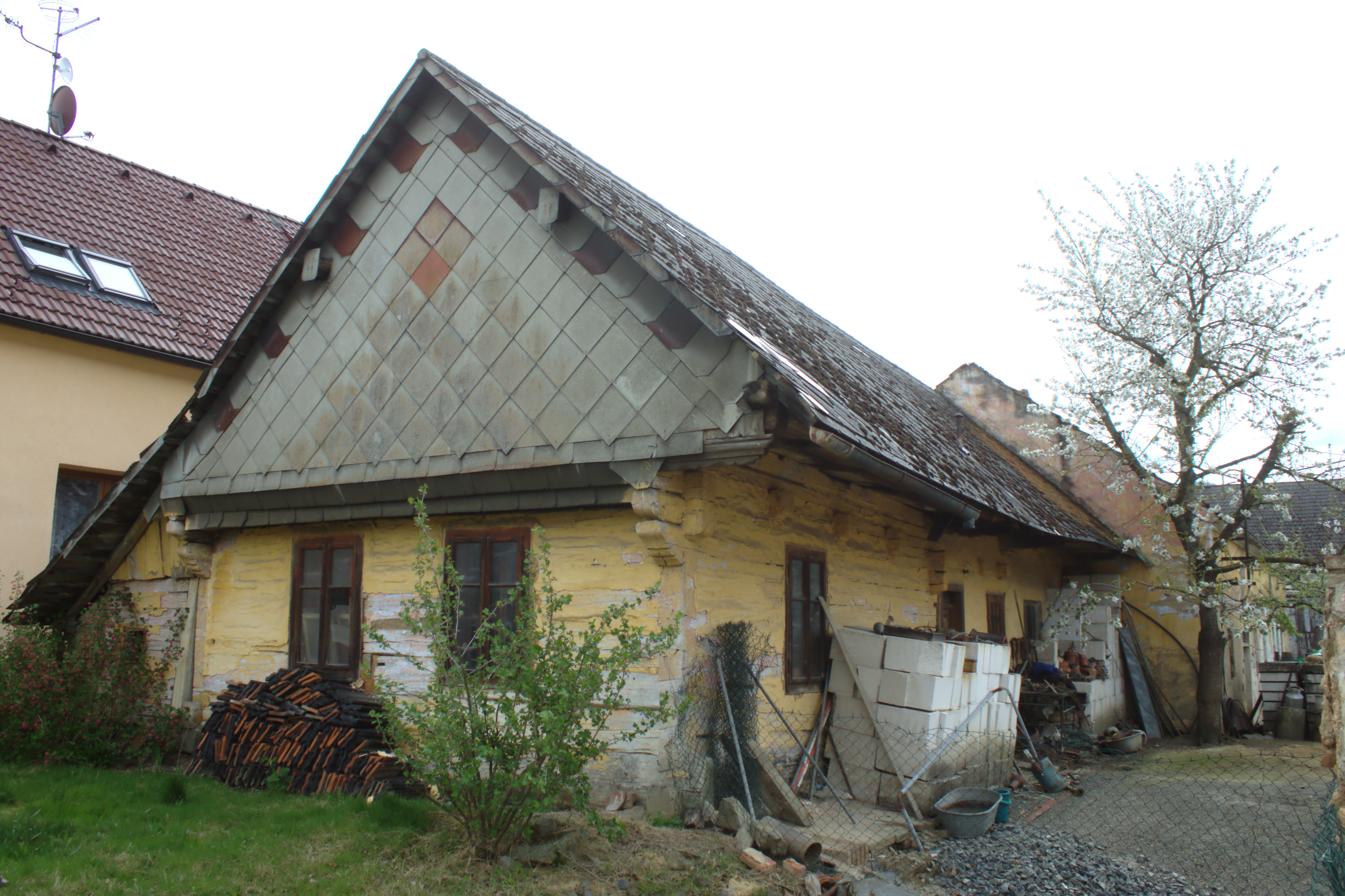
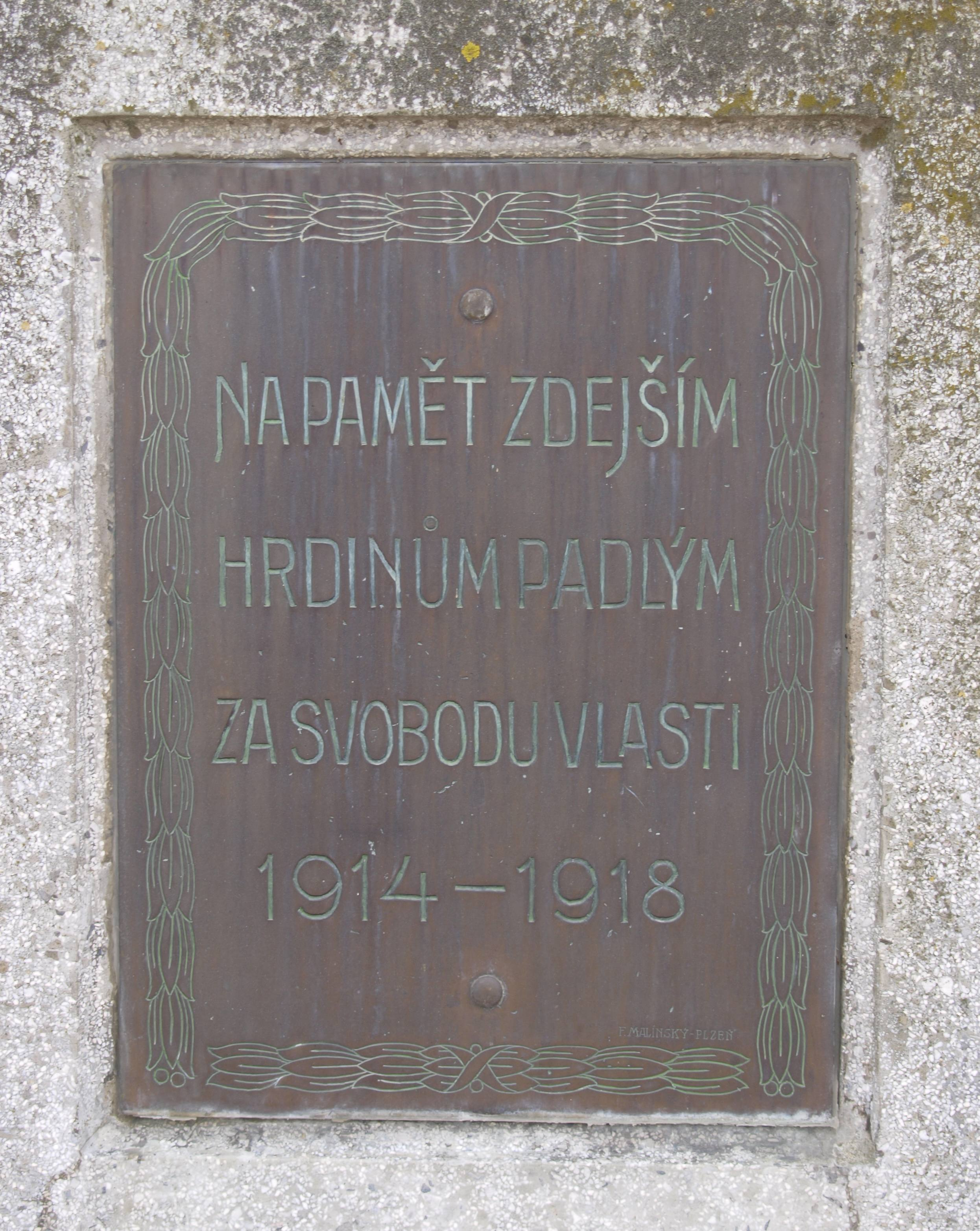
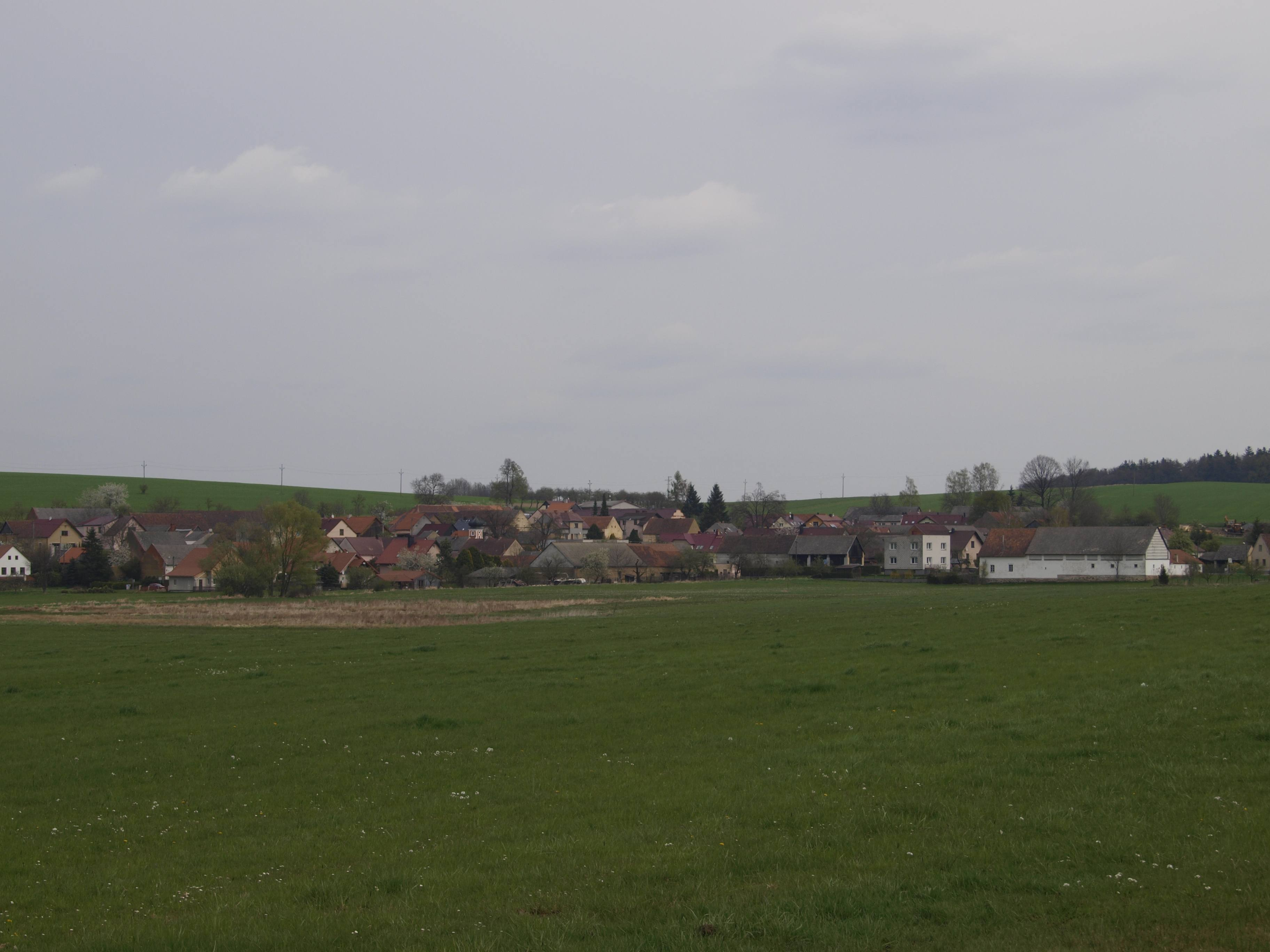